# دانيال ميلوشيف
دانيال ميلوشيف (بالبلغارية: Данаил Митев)‏ (11 يناير 1984 بستارا زاغورا في بلغاريا - ) هو لاعب كرة قدم بلغاري في مركز الهجوم. لعب مع اتحاد أبناء سخنين وسلايما واندريرز ونادي بيروي ستارا زاغورا ونادي لوكوموتيف صوفيا ونادي موستا ‏.

## روابط خارجية
- دانيال ميلوشيف على موقع قاعدة بيانات كرة القدم.إي يو (الإنجليزية)
- دانيال ميلوشيف على موقع Soccerway.com (الإنجليزية)